# Shenyang
Shenyang (沈阳 Shěnyáng, în lb. chineză), sau Mukden (în dialectul manciurian), este capitala provinciei Liaoning, situată în nord-estul Chinei. Are o populație de 7,2 milioane de locuitori și o suprafață de 12,924 km². Este un important centru industrial și comercial. Orașul mai era cunoscut și sub numele de Shengjing (盛京), sau Fengtian (奉天).

## Personalități născute aici
- Seiji Ozawa (1935 - 2024), dirijor;
- Gao E (n. 1962), trăgător de tir;
- Gong Li (n. 1965), actriță;
- Li Yuwei (n. 1965), trăgător de tir;
- Qin Lan (n. 1979), actriță, fotomodel, cântăreață;
- Ma Lin (n. 1980), sportiv la tenis de masă;
- Lang Lang (n. 1982), pianist;
- Guo Xinxin (n. 1983), sportivă la schi acrobatic;
- Xiao Jiaruixuan (n. 2002), trăgător de tir;
- Dongmei Zhai (Renée), mama tenismenei chinezo-românce Emma Răducanu.